# IC 4665
IC 4665 —розсіяне скупчення у сузір'ї Змієносець.
Цей об'єкт міститься в оригінальній редакції індексного каталогу.